# محمد أمير خاتمي
الفريق أول محمد أمير خاتمي (بالفارسية: محمدامیر خاتمی) 12 سبتمبر 1975)، – (1920 CVO كان قائد القوات الجوية الإيرانية، ومستشار الشاه محمد رضا بهلوي وزوج فاطمة بهلوي الثاني، الأخت غير الشقيقة للشاه.

## النشأة والتعليم
ولد خاتمي في رشت في عام 1920. كان والده صاحب منزل شاي وتاجر فيما بعد بالعقارات. كانت والدته أحد أقارب الإمام جمعة، وهو شخصية دينية مهمة في طهران وأحد أقارب ناصر الدين شاه.
بعد التخرج من المدرسة الثانوية الأمريكية في طهران، التحق خاتمي بالمدرسة الثانوية العسكرية. في عام 1939، بدأ الدراسة في فرع القوات الجوية بالكلية العسكرية وتخرج كملازم ثان. بعد ذلك ذهب إلى المملكة المتحدة وانضم إلى الدورات التدريبية التجريبية.  تخرج من كلية كرانويل للقوات الجوية. تم تدريبه أيضًا في قاعدة فورستنفلدبروك الجوية في ألمانيا في الخمسينيات.

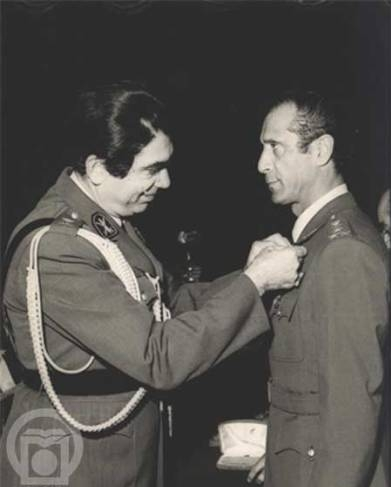
شهبور غلام رضا بهلوي (يسار) ومحمد خاتمي

## المهنة
في عام 1946، تم تسمية خاتمي كطيار شخصي للشاه. وقبل أيام من انقلاب 19 أغسطس 1953 في 16 أغسطس، هرب الشاه، ترافقه زوجته الثانية ثريا إسفندياري بختياري وأبو الفتح عتابي، من إيران إلى العراق ثم إلى إيطاليا على متن طائرة قادها خاتمي. في عام 1957، تم تعيين خاتمي رئيسًا للأركان في سلاح الجو الإمبراطوري. لقد خلف هدايت جيلانشاه في المنصب بعد وفاة الأخير في حادث تحطم طائرة. خدم خاتمي في هذا المنصب حتى وفاته في عام 1975.
بالإضافة إلى ذلك، شغل منصب رئيس مجلس إدارة الخطوط الجوية الوطنية الإيرانية ورئيس مجلس إدارة الطيران المدني. وكان أيضًا مالكًا مشاركًا لشركة إنشاءات.

## الحياة الشخصية
تزوج خاتمي مرتين. كانت زوجته الأولى ابنة عمه ولديه منها ابنة. قُتلت زوجته الأولى في حادث عام 1954. تزوج خاتمي ثانية من الأميرة فاطمة بهلوي في 22 نوفمبر 1959، وهي أخت غير شقيقة للشاه. حضر حفل زفاف الشاه وخطيبته آنذاك فرح ديبا.
كان لديهم ابنان، كامبيز (مواليد 1961) ورامين (مواليد 1967)، وابنة ، باري (مواليد 1962).
يقول تقرير صادر عن وكالة المخابرات المركزية رُفعت عنه السرية إن خاتمي كان مقربًا من حسين فردوست وتقي الأفيكيا، وأنهما كانا جزءًا من مهر، أو حلقة من الشركاء. كانت مهر، إلى جانب العلاقات الأسرية، عنصرًا هامًا في الأداء السياسي لإيران في عهد بهلوي. لقد جمع خاتمي حتى وفاته ثروةً تُقدر بحوالي 100 مليون دولار.

## الوفاة
توفي خاتمي في حادث طائرة في 12 سبتمبر 1975 في دزفول. اعتبرت وفاته لتكون غامضة والشاه متورط في وفاته.

## مراتب الشرف و التكريمات

### الأوسمة الوطنية
- وسام هاميون من الدرجة الأولى (دولة إيران الإمبراطورية).[4]

### تكريمات أجنبية
- قائد الفيكتوري الملكي [CVO] (المملكة المتحدة، 2 مارس 1961).[4]
- صليب الفارس الكبير وسام الاستحقاق لجمهورية ألمانيا الاتحادية (جمهورية ألمانيا الاتحادية، 21 أكتوبر 1965).